# Alcol allilico
L'alcol allilico è il composto organico con formula di struttura CH2=CHCH2OH. In condizioni normali è un liquido incolore con odore irritante di senape. È molto solubile in acqua, alcoli, etere e cloroformio. Risulta più tossico della maggior parte degli alcoli a basso peso molecolare. Viene utilizzato principalmente per produrre glicerolo, acroleina e altri composti allilici.

## Sintesi
L'alcol allilico fu sintetizzato per la prima volta nel 1856 da Auguste André Thomas Cahours e August Wilhelm von Hofmann per saponificazione dello ioduro di allile. Oggi l'alcol allilico può essere prodotto industrialmente in vari modi; i processi più importanti sono l'idrolisi del cloruro di allile con idrossido di sodio a 150 ºC : 
CH2=CHCH2Cl + NaOH → CH2=CHCH2OH + NaCl
e l'isomerizzazione catalitica dell'ossido di propilene.
In laboratorio si può preparare per reazione del glicerolo con acido ossalico o acido formico:

## Proprietà
L'alcol allilico è un liquido stabile a temperatura ambiente, mentre scaldato sopra i 100 ºC tende a polimerizzare. L'alcol allilico possiede un gruppo ossidrilico e un doppio legame, e di conseguenza può dar luogo a varie reazioni come ossidazione, riduzione, idrogenazione, condensazione e addizione.

## Usi
La maggior parte dell'alcol allilico è usato per la sintesi di glicerolo. Come usi minori è anche un intermedio nella produzione di eteri e esteri allilici, oli siccativi, plastificanti, ritardanti antifiamma, fungicidi e conservanti.

## Tossicità / Indicazioni di sicurezza
L'alcol allilico è un composto facilmente infiammabile, tossico per inalazione, ingestione o contatto con la pelle. C'è il sospetto di possibili effetti cancerogeni. È pericoloso per gli organismi acquatici con effetti di lunga durata.